# Shotglas

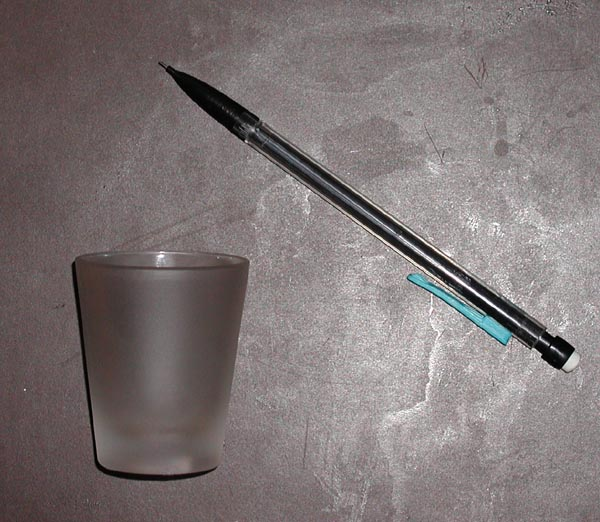
Ett shotglas och en blyertspenna.

Ett shotglas är ett litet servisglas som används för att dricka shots ur. Shotglas liknar snapsglas.